# Neurocolpus arizonae
Neurocolpus arizonae är en insektsart som beskrevs av Knight 1934. Neurocolpus arizonae ingår i släktet Neurocolpus och familjen ängsskinnbaggar. Inga underarter finns listade i Catalogue of Life.